# 2853 Harvill
2853 Harvill è un asteroide della fascia principale. Scoperto nel 1963, presenta un'orbita caratterizzata da un semiasse maggiore pari a 2,3445513 UA e da un'eccentricità di 0,1452852, inclinata di 4,15251° rispetto all'eclittica.